# 粉紅邦妮
粉紅邦妮（Bonnie Pink；1973年4月16日—），日本女性創作歌手，出身於京都府南丹市八木町日置。所屬事務所為Taisuke，所屬唱片公司為日本華納音樂，過去則為Pony Canyon旗下歌手。畢業於京都教育大學附屬高等學校、大阪教育大學。

## 事業經歷
在大學求學時，還未進行各種正式音樂活動，也未屬於任何音樂事務所時，便在1995年9月21日發行了自己作詞作曲的專輯「Blue Jam」，因而出道。在這之後，當時在日本也頗有名氣的製作人Tore Johansson便為她製作了「Do You Crash」（1996年）、「Heaven's Kitchen」（1997年），因此受到矚目。其中「Heaven's Kitchen」專輯更賣出了30萬張的成績，而同名歌曲也成為BONNIE PINK的代表歌曲之一。
然而，在BONNIE PINK的名字廣為人之後，她感覺到她與真正的自己「淺田香織」間的距離越來越大，她也漸漸感到自己無法樂於音樂活動。在1998年時發行了「evil and flowers」以後，便以修養與進修為理由隻身前往紐約，隔年也將唱片合約移轉至現在的唱片公司。有著這樣的經驗，也讓她的音樂視野更加寬廣。
2006年時，歌曲「A Perfect Sky」搭配了當紅模特兒蛯原友里所演出的資生堂「ANESSA」廣告，而隨後發行的精選「Every Single Day -Complete BONNIE PINK（1995-2006）-」在首周賣出了16萬張的好成績。

## 人物簡介
- 因受到西洋音樂的影響，初期作品大都為英文歌曲。
- 第一次買西洋專輯是在小學六年級的時候。當時買的專輯是王子的Purple Rain。她是因其封面有著華麗的色彩以及王子騎摩托車的英姿而買的。
- 高中時參加了輕音樂部，非常喜歡唱歌。當時她只聽音樂而還未開始譜曲。
- 大學時參加了朋友的樂團因而有了出道的契機。她的歌聲馬上受到了矚目而在合輯專輯中以本名（浅田香織）的名義發表了兩首作品。她說，在這之後，她便決定要出道了。
- 錄音時，主要都在瑞典、紐約、或洛杉磯錄音。
- 2015年於20周年個唱時宣佈自己已婚數月。[1]
- 2017年4月父親因病離世，同月以44歲之齡誕下女兒。[1][2]

## 個人作品
關於作品的全部細節，請參見BONNIE PINK 作品。

| - 1995: Blue Jam - 1997: Heaven's Kitchen - 1998: evil and flowers - 2000: Let go - 2001: Just a Girl - 2003: Present - 2004: Even So - 2005: Golden Tears - 2007: Thinking Out Loud - 2009: ONE | - 1997: Lie Lie Lie (原聲帶) - 1999: Bonnie's Kitchen#1 (精選輯) - 1999: Bonnie's Kitchen#2 (精選輯) - 2002: re*PINK BONNIE PINK REMIXES (混音專輯) - 2003: Pink in Red Live (現場演場專輯) - 2005: REMINISCENCE (翻唱專輯) - 2006: Every Single Day -Complete BONNIE PINK（1995-2006） (精選輯) - 2008: CHAIN (聖誕節迷你專輯) |

### 曾進入ORICON TOP 10的單曲
- 1999: Daisy
- 2006: A Perfect Sky
- 2007: Anything For You
- 2007: Water Me
- 2008:

## 參與作品

### 客座主唱
1. LADIES IN MOTION - freedom（作詞）、CRAZY FLIGHT（作詞）
  - 以本名名義參與的女性歌手合輯。
2. George Martin - 披頭四「BLACKBIRD」
  - 同時收錄於Bonnie's Kitchen#2。
3. WORLD FAMOUS - 「PLASTIC DUMMY」
4. DJ HASEBE - 「Get out!」「red hot shoes」
5. atami - 「Under the Sun」
6. What's Love? - 松田聖子「紅色的麝香豌豆」
7. 「HEDWIG AND THE ANGRY INCH TRIBUTE」 - 「ORIGIN OF LOVE」
8. 化學超男子 - 「Dance with me」（DefStar Records）
9. meister - 「above the clouds」（DefStar Records）
10. KREVA - 「YOU ARE THE No.1」
11. HONESTY - 「Tokyo Girl」
12. 約翰藍儂 - 「Revolution」
13. Fantastic Plastic Machine - 「a world without love」
14. 電影 - 披頭四「Please Mr.Postman」
15. m-flo loves BONNIE PINK - 「Love Song」（作詞、作曲）
16. Craig David - 「All The Way featuring BONNIE PINK」
17. Curly Giraffe - 「Spilt Milk featuring BONNIE PINK」

### 提供作曲
1. 上原多香子 - 「Ladybug」
2. YOSHIKA - 「Call Me」
3. 244 ENDLI-x - 「Say Anything」

## 其他活動
- - 形象代言人（2005年8月1日－2006年1月31日）
- Dream Power約翰藍儂特別演唱會（2005年10月7日）
- 電影「令人討厭的松子的一生」-出演「土耳其浴女郎 綾乃」
- BONNIE PINK STYLE BOOK My life's in the bag ～～（2006年5月23日發行、講談社）ISBN 4-06-213442-X

## 外部連結
- BONNIE PINK官方網站 （页面存档备份，存于）
- musicJAPANplus艺人资料库 - BONNIE PINK （页面存档备份，存于） （英文）
- 日本華納音樂BONNIE PINK的頁面 （页面存档备份，存于）